# Mito Isaka
Mito Isaka (井坂 美都, Isaka Mito), née le 25 janvier 1976, est une joueuse internationale de football japonaise.

## Biographie
Le 15 juin 1997, elle fait ses débuts dans l'équipe nationale japonaise contre la Chine. Elle participe à la Coupe du monde 1999. Elle compte 46 sélections et 15 buts en équipe nationale du Japon de 1997 à 2002.

## Statistiques
Le tableau ci-dessous présente les statistiques de Mito Isaka en équipe nationale.
| Équipe du Japon | Équipe du Japon | Équipe du Japon |
| Année           | Matchs          | Buts            |
| --------------- | --------------- | --------------- |
| 1997            | 1               | 0               |
| 1998            | 6               | 3               |
| 1999            | 14              | 5               |
| 2000            | 5               | 0               |
| 2001            | 11              | 7               |
| 2002            | 9               | 0               |
| Total           | 46              | 15              |

## Palmarès
- Finaliste de la Coupe d'Asie 2001